# Arena grandi eventi
L'arena grandi eventi è un edificio di Cagliari costruito per sopperire alla mancanza del non più utilizzabile Anfiteatro romano di Cagliari, riportato allo stato di sito archeologico.

## Storia

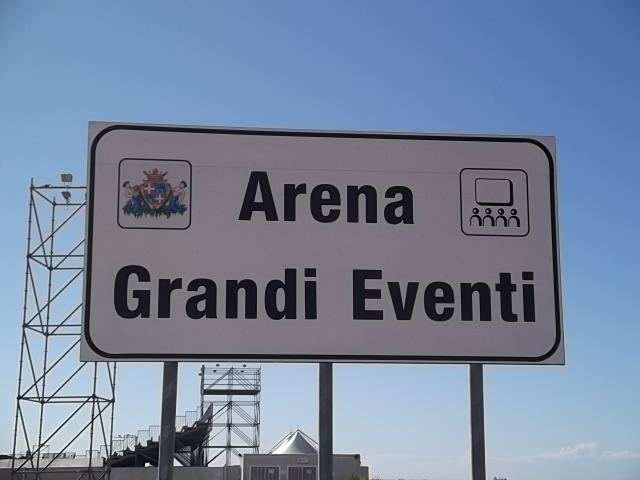
Il cartello all'entrata dell'arena

L'Arena prende il nome dall'omonimo quartiere di Cagliari in cui si trova.
Nasce come rimpiazzo all'Anfiteatro Romano di Cagliari non più utilizzabile, ma in realtà fa parte di un insieme di progetti finalizzati a riqualificare l'intero quartiere. A maggio 2012 iniziano i lavori interamente finanziati da fondi per le grandi opere stanziati già nel 1999 ma mai utilizzati. Il costo sostenuto si aggira sui 600 000 €. I lavori hanno previsto il rifacimento dell'illuminazione pubblica nei parcheggi e l'installazione delle tribune in tubi Innocenti. Per rendere gli spettacoli ben visibili anche dalla platea (sia con le sedie che in piedi) il pavimento è stato costruito inclinato verso il palco per permettere anche alle persone sedute dietro di vedere bene. L'Arena è stata inaugurata con il concerto il 13 luglio dei Killing Joke. A seconda delle serate e dei biglietti venduti la platea è munita di sedie.
La struttura è caduta in uno stato di degrado e abbandono e non viene più utilizzata dal 2016.

## Progetti per il futuro
In futuro, per rendere utilizzabile l'arena anche nel periodo invernale è prevista l'installazione di una copertura per gli spettatori e il palco.